# Ascolta la canzone del vento
Ascolta la canzone del vento è un film del 2003 diretto da Matteo Petrucci. È stato proiettato in anteprima al Festival di Cannes 2003.
La pellicola è conosciuta anche col titolo Twisted - Ascolta la canzone del vento.

## Trama
Matteo e Valentina, fratello e sorella, hanno perso la madre e sono uniti da un rapporto al limite dell'incesto. Ad una festa conoscono Stefano, un ragazzo il cui forte fascino nasconde in realtà una personalità malata, che sembra subito avere un certo ascendente su Valentina. Matteo è geloso, ma Valentina in realtà non ha nessuna particolare mira su Stefano che, invece, ha perso la testa per lei. Al rifiuto di lei le cose sembrano raffreddarsi, ma Stefano ha un folle piano in mente.

## Distribuzione
È stato distribuito con il titolo internazionale di Twisted. È stato proiettato in anteprima Francia al Festival di Cannes il 16 maggio 2003 e distribuito nelle sale italiane il 19 marzo 2004.